# Jozef Israëlskade

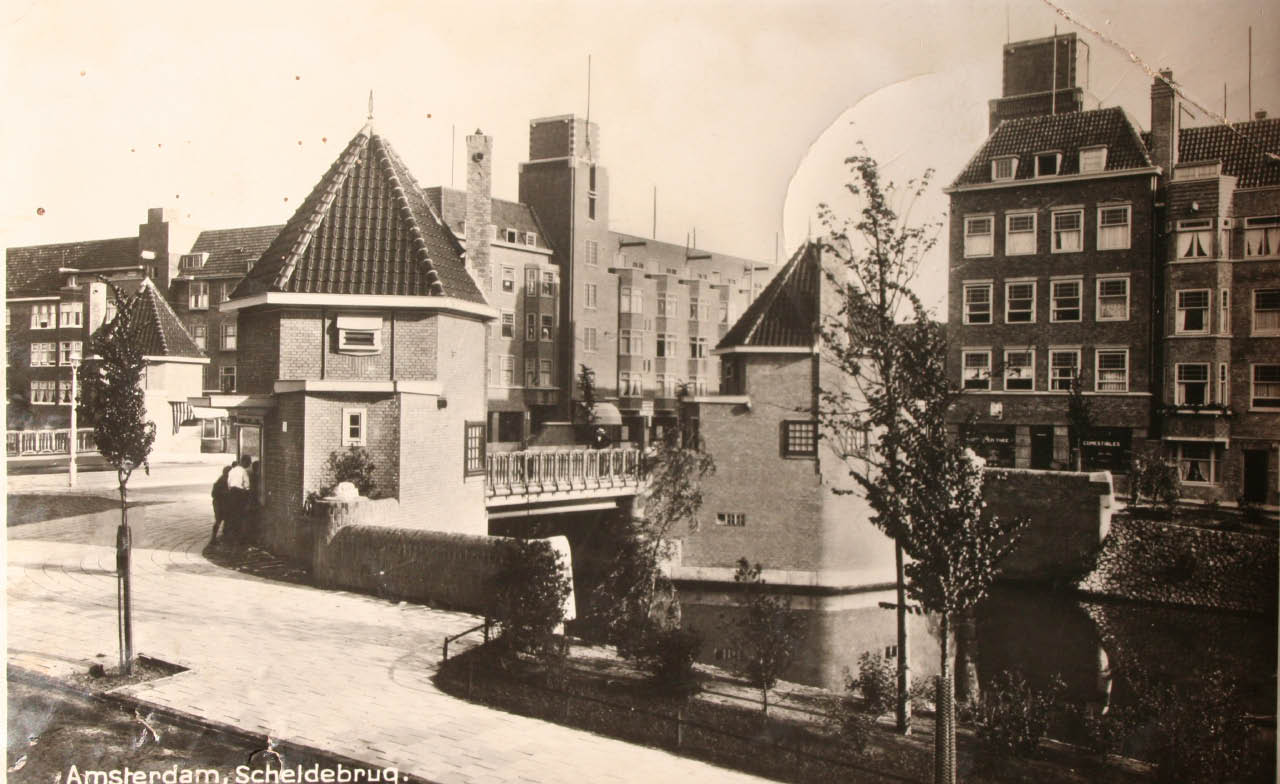
Brug bij de Jozef Israëlskade

De Jozef Israëlskade is een straat in stadsdeel Zuid in Amsterdam. De kade is vernoemd naar de schilder Jozef Israëls (1824-1911).
De Jozef Israëlskade ligt aan de zuidzijde van De Pijp. Deze buurt vormt het oostelijke deel van het vroegere stadsdeel Oud-Zuid en wordt Nieuwe Pijp genoemd. De kade begint bij de Ruysdaelkade en strekt zich enkele kilometers uit tot aan de Amsteldijk en de rivier de Amstel. Het water langs de kade heet het Amstelkanaal. Aan de overzijde van dit kanaal bevindt zich de Amstelkade. De kade strekt zich uit over de postcodegebieden 1072, 1073 en 1074.
De kade kruist enkele doorgaande wegen, zoals de Ferdinand Bolstraat, de Van Woustraat en de Amsteldijk. Door de Ferdinand Bolstraat rijdt tram 12 en door de Van Woustraat rijdt tram 4, die ook stopt bij de tramhalte die naar de kade is vernoemd.

## Geschiedenis
De Jozef Israëlskade werd van 14 augustus 1942 t/m 18 mei 1945 in opdracht van de Duitse bezetter 'Tooropkade' genoemd. Bij de herdoping tot Jozef Israëlskade in mei 1945 zijn de oorspronkelijke huisnummers 104 t/m 132 vernummerd naar 362 t/m 468. Op de oostelijke gevel van waar de Jozef Israëlskade kruist met de Jan Lievensstraat staat nog het oude nummer 103 dat hieraan herinnert. Door deze hernummering ontbreken op de kade de huisnummers 103 t/m 361.

## Karakter
De kade heeft voornamelijk een woonfunctie en kent een idyllisch karakter door de woningen die in de stijl van de Amsterdamse School zijn ontworpen. Op de hoek met de Ferdinand Bolstraat staat een bedrijvencomplex, waarin ook de verkeersbureaus van diverse landen te vinden zijn. Dit complex staat op het terrein waar vorige eeuw nog congrescentrum RAI Amsterdam stond. De oude RAI genoemd. De RAI bevindt zich tegenwoordig op het nabijgelegen Europaplein.

## Markante punten

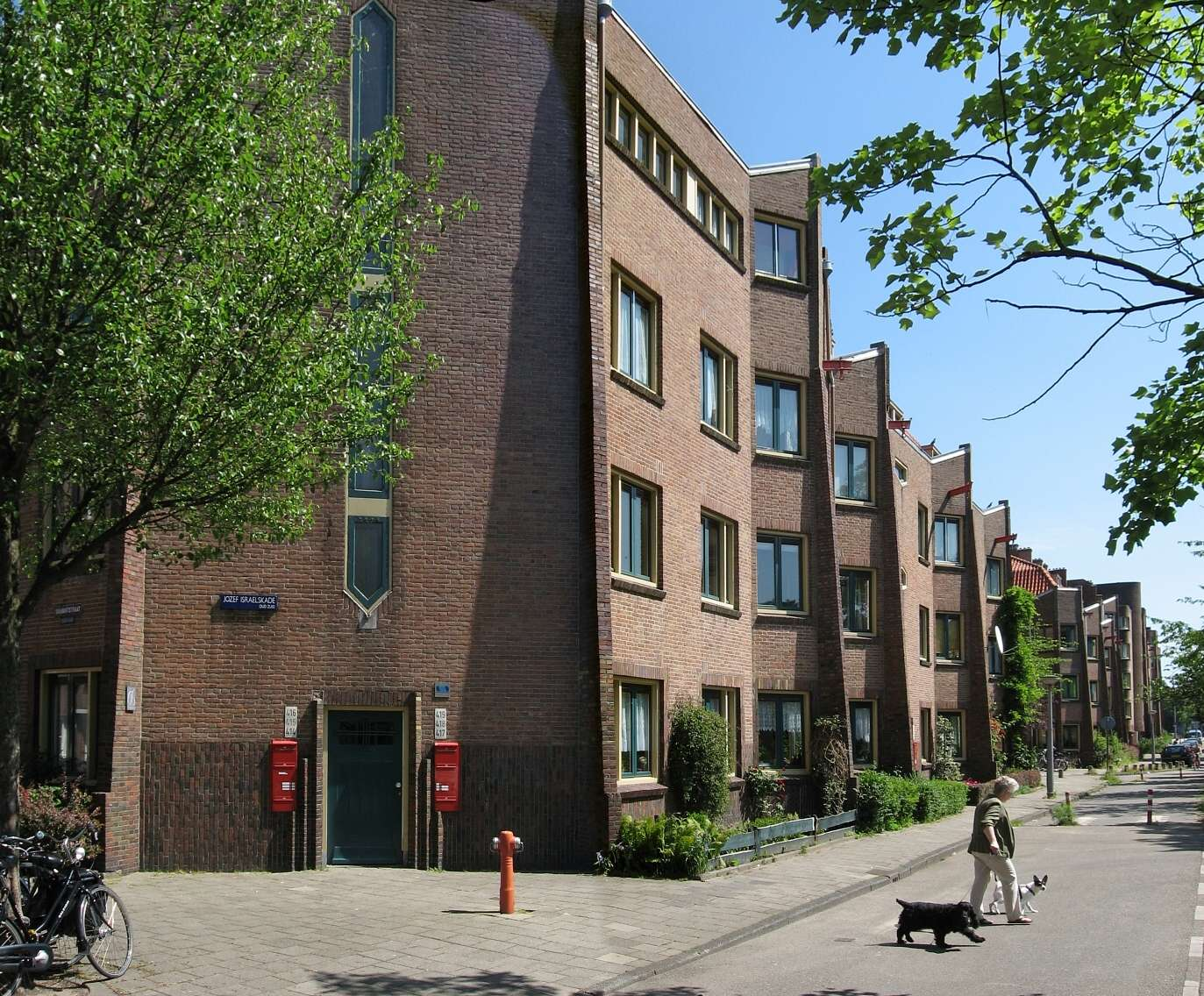
Links 'Schilderskade 66'

- Langs de kade, ter hoogte van de Ferdinand Bolstraat, staat het beroemde Okura Hotel. Het dak van het Okura Hotel is de grootste barometer van Nederland op 75 m hoogte. De kleur van het licht, dat op de luifel schijnt, is de indicatie voor de weersverwachting van de volgende dag. Blauw betekent zonnig weer op komst, groen slecht weer en bij wit wisselvallig weer.
- Het Berlage Lyceum van de Esprit Scholengemeenschap bevolkt twee gebouwen in Amsterdamse School-stijl. Deze gebouwen bevinden zich halverwege de kade, met beelden van Hildo Krop, nu in graniet nagemaakt. Het zijn Rijksmonumenten.[3]
- Op de hoek met de Diamantstraat, ter hoogte van nummer 415 (oude nummering: 116-I), hebben de schrijvers Karel van het Reve en Gerard Reve gewoond. Dit feit wordt herdacht door middel van een gedenkteken waarop staat: '66 Van Egters'. Dit teken is aan de gevel van de woning geschroefd en is een verwijzing naar de hoofdpersoon uit Reve's roman De Avonden, Frits van Egters. Het nummer 66 verwijst naar het adres waarop Frits van Egters woonde: Schilderskade 66. Hiermee wordt eigenlijk de bewuste woning aan de Jozef Israëlskade bedoeld.
- Op de hoek van de Jozef Israëlskade en de Ruysdaelkade ligt het wooncomplex van de architecten M.J.E. Lippits en N.H.W. Scholte, opgeleverd in 1923. Deze architecten zijn ook bekend van het Schiller Hotel op het Rembrandtplein in Amsterdam. Het complex is sinds 2012 een gemeentelijk monument. Het is een woningbouwblok met binnenhof dat typerend is voor de Berlagiaanse stedenbouw. Het complex ligt aan de Jozef Israëlskade waar het Amstelkanaal en het water van de Boerenwetering bij elkaar komen. Het blok heeft een bijna vierkante grondvorm met een naar binnen geslagen 'lus' die het binnenterrein vormt. Een binnenstraat over de breedte van het bouwblok verbindt het blok met de omliggende straten. De vijf bouwlagen zijn uitgevoerd in baksteen met erkers over meerdere verdiepingen en gevarieerde hoekoplossingen. Bijzonder is dat van dit complex nog de authentieke maquette uit 1919-1923 bewaard is gebleven. Deze is te zien in het Nederlands Architectuurinstituut (NAi).
- Alle bruggen over het Amstelkanaal zijn ontworpen door Piet Kramer:
  - de brug aan de Amsteldijk over de het Amstelkanaal heet P.L. Kramerbrug (nr. 400) uit 1917 (Rijksmonument),
  - de brug van de Van Woustraat naar de Rijnstraat heet Ernst Cahn en Alfred Kohnbrug (nr. 401) van 1926,
  - de houten brug van de Pieter Lodewijk Takstraat naar de Waalstraat heet Han van Zomerenbrug (nr. 402) gerenoveerd en verplaatst in 2009,
  - de "Maasbrug" van de Tweede van der Helststraat naar de Maasstraat (nr. 403) van 1936, vanaf 2016 genaamd Gerard Revebrug,
  - de brug van Ferdinand Bolstraat naar Scheldestraat heet vanaf 2016 Barbiersbrug (nr. 404) en is rijksmonument.